# Georg Loeschcke
Georg Loeschcke, född den 28 juni 1852 i Penig i Sachsen, död den 26 november 1915 i Baden-Baden, var en tysk klassisk arkeolog. Han var far till Gerhard och Siegfried Loeschcke samt i andra äktenskapet (kort före sin död) gift med sin lärjunge Charlotte Fränkel.
Loeschcke studerade till att börja med filologi och historia i Leipzig. Han fortsatte sedan med arkeologi för Johannes Overbeck. En av hans studiekamrater var Adolf Furtwängler, med vilken han knöt vänskapsband. År 1873 flyttade han över till universitetet i Bonn och studerade där framför allt för historikern Arnold Schaefer och arkeologen Reinhard Kekulé von Stradonitz. 
År 1875 promoverades han med ett arbete om attiska inskrifter (De titulis aliquot Atticis quaestiones historicae, Bonn 1876). År 1877 fick Loeschcke ett resestipendium från Deutsches Archäologisches Institut för att forska om antika vaser. Han  reste därefter först till Italien och året efter tillsammans med Furtwängler till Grekland. 
År 1879 blev Loeschcke professor i klassisk filologi och arkeologi i Dorpat, där han jämte sin lärarverksamhet genomförde forskningar kring Baltikums förhistoria. År 1889 kallades han till universitetet i Freiburg, men innan han hade tillträtt blev han av Friedrich Althoff kallad till Kekulés efterträdare i Bonn. 
År 1912 flyttade Loeschcke över till Berlins universitet, åter som efterträdare till Kekulé. Redan 1915 insjuknade han dock och fick sin lärjunge Margarete Bieber som vikarie. Under en vistelse i Baden-Baden dog han av ett slaganfall. 
Sedan 1913 var Loeschcke ledamot av Preussiska vetenskapsakademien. Bland hans lärjungar kan nämnas Hans Dragendorff, Georg Karo, Richard Delbrueck, Carl Watzinger, August Frickenhaus och Paul Jacobsthal.